# مغنولية بيوندية
ماغنوليا بيوندية (الاسم العلمي: Magnolia biondii) هي نوع من النباتات تتبع جنس الماغنوليا من الفصيلة الماغنولية.